# Esquirol de Heinrich
L'esquirol de Heinrich (Hyosciurus heinrichi) és una espècie de rosegador de la família dels esciúrids. És endèmic de les muntanyes del centre de Sulawesi (Indonèsia). S'alimenta de cucs. El seu hàbitat natural són els boscos primaris montans, on viu a altituds d'entre 1.400 i 2.300 msnm. És una espècie en risc mínim, és a dir, no sembla que hi hagi cap amenaça significativa per a la seva supervivència.
Aquest tàxon fou anomenat en honor del biòleg i explorador alemany Gerd Heinrich.